# Андреевский, Иван Михайлович
Ива́н Миха́йлович Андрее́вский (псевдоним Андре́ев; 14 [26] марта 1894, Санкт-Петербург — 30 декабря 1976, Нью-Йорк) — русский философ, литературовед, церковный историк, врач-психиатр. В 1920-е — 1930-е годы — деятель иосифлянского движения, с конца 1940-х годов — видный публицист и идеолог РПЦЗ, преподаватель Свято-Троицкой духовной семинарии в Джорданвилле, популяризатор термина «катакомбная церковь». Брат поэтессы Марии Шкапской.

## Биография
Родился 14 (26) марта 1894 года в семье архивариуса Михаила Петровича Андреевского; его дед по отцу был священником.
Учился в гимназии в Петербурге. В 1907—1912 годы — организатор и участник самообразовательных молодёжных кружков, ряда рукописных ученических журналов. В 1912 году, будучи учеником 6-го класса гимназии, был арестован по делу межученической организации средних учебных заведений Петербурга (за антиправительственную деятельность: вместе с товарищем готовил прокламации); был приговорён к ссылке в Олонецкую губернию; приговор был отменён благодаря вмешательству миллионера Шахта. Уехал в Западную Европу.
В 1913—1914 годы изучал философию в Сорбонне. В 1914 году поступил в Психоневрологический институт в Петрограде, который окончил 4 года спустя; одновременно с обучением проходил военную службу — фельдшером психиатрических отделений в военных госпиталях. В 1918 году учился на славяно-русском отделении историко-филологического факультета Петроградского университета.
С 1922 года — преподаватель Петроградского университета, но вскоре был уволен большевистскими властями. Одновременно работал в Бехтеревском институте психиатрии в должности научного сотрудника. Преподавал литературу в одной из средних школ Петрограда, где его учеником был будущий академик Дмитрий Лихачёв.
В 1923 года организовал и возглавил кружок литературного и религиозно-философского направления, который получил название Хельфернак («Художественно-литературная, философская и научная академия»). По воспоминаниям Дмитрия Лихачёва, посещавшего этот кружок: «Расцвет Хельфернака приходился примерно на 1921—1925 гг., когда в двух тесных комнатках Ивана Михайловича Андреевского на мансардном этаже дома по Церковной улице № 12 (ныне улица Блохина) каждую среду собирались и маститые учёные, и школьники, и студенты. Помню среди присутствовавших С. А. Аскольдова (Алексеева), М. В. Юдину, доктора Модеста Н. Моржецкого, В. Л. Комаровича, И. Е. Аничкова, Л. В. Георга, Е. П. Иванова, А. А. Гизетти, М. М. Бахтина, Всеволода Вл. Бахтина, А. П. Сухова и многих других, а из молодежи — Володю Ракова, Федю Розенберга, Аркашу Селиванова, Валю Морозову, Колю Гурьева, Мишу Шапиро, Серёжу Эйнерлинга <…> Во время заседаний пускалась по рядам громадная книга, в которой расписывались присутствующие и где на страницах сверху своеобразным „готическим“ почерком Ивана Михайловича Андреевского была обозначена тема доклада, фамилия докладчика и дата <…> Доклады были самые разнообразные — на литературные, философские и богословские темы. Обсуждения бывали оживленными. Комнатки Андреевского никогда не бывали пустыми. У Ивана Михайловича была огромная и тщательно подобранная библиотека. (Книги тогда были исключительно дешевы: их могли менять на хлеб, соль, муку, ими даже торговали на вес!) Каждый мог брать из библиотеки Ивана Михайловича любую книгу, даже в его отсутствие, но обязывался наткнуть расписку в её получении на специальный крючок и не держать книгу дольше определённого срока»
Посещал подпольные богословские курсы и существовавшие в 1920-х годах в Петрограде религиозно-философские кружки; в 1926 году вступил в братство преподобного Серафима Саровского. Выступал против обновленчества; в 1927 году резко осудил «Декларации» Заместителя Патриаршего Местоблюстителя митрополита Сергия (Страгородского), призывавшую к полной лояльности советской власти. Активный участник «иосифлянского движения» в Российской Церкви (названному по имени смещённого Сергием митрополита Иосифа (Петровых)). Входил в состав делегации «иосифлян» во главе с епископом Димитрием (Любимовым), прибывшей 27 ноября 1927 к митрополиту Сергию (Страгородскому), с тем, чтобы убедить его отказаться от Декларации. Встреча закончилась безрезультатно.
Весной 1928 года был арестован в Ленинграде за организацию нелегальных религиозно-философских кружков среди молодёжи.
В 1928—1930 годы вместе с Дмитрием Лихачёвым, также посещавшим Хельфернак, находился в заключении на Соловках, где общался с «иосифлянскими» епископами и священниками. В июле 1930 был этапирован в Москву, где привлечён к следствию по делу «Всесоюзного Центра Истинно Православной Церкви», получил новый срок, который отбывал в Белбалтлаге, где также имел общение с «иосифлянами».
В середине 1930-х годов освобождён без права проживания в крупных городах. Работал психиатром в Новгороде и других городах (в частности, был главным врачом в областном интернате для дефектных детей им. Ушинского (вместе со священномучеником Викторином Добронравовым), главным психиатром в Новгородской областной больнице). Принимал деятельное участие в жизни Катакомбной церкви, тайно вел семинар по изучению богословия. Арестовывался в марте 1938 года.
Во время Великой Отечественной войны находился на оккупированной немцами территории, участвовал в издании антибольшевистской газеты «За Родину».
В 1944 году эмигрировал в Германию. В 1950 переехал в США; постоянно жил при Троицком монастыре в Джорданвилле, штат Нью-Йорк, по приглашению архимандрита Виталия (Максименко).
Его труды о Катакомбной церкви — один из немногих источников по её истории, написанных участником событий. Однако по оценке историка Андрея Кострюкова в трудах И. А. Андреева эмоции часто доминируют над научным анализом. По поводу его труда «Благодатна ли советская церковь?» Кострюков пишет: «Для него Московский Патриархат не Церковь, а антихристианская богохульствующая организация, совершившая „нечто ещё более страшное, чем нарушение канонов и догматов“. В связи с этим не представляется удивительным и то, что слово „патриарх“ применительно к Сергию (Страгородскому) и Алексию (Симанскому), Андреевский всегда пишет в кавычках. Однако после непрерывного потока кощунств и утверждений о безблагодатности Московского Патриархата Андреевский делает совершенно несогласованный с основной идеей книги вывод о том, что его благодатность всего лишь сомнительна».
До 1971 года преподавал в Свято-Троицкой духовной семинарии в Джорданвилле — духовно-учебном заведении Русской православной церкви за границей; преподавал патрологию, а также нравственное богословие, апологетику, историю церкви, психологию, логику и историю литературы.
Скончался в Нью-Йорке; похоронен на кладбище Свято-Троицкого монастыря в городе Джорданвилль.

## Семья
- Сестра — Мария Михайловна Шкапская, поэтесса.
- Жена — Елена Михайловна Сосновская, окончила Высшие литературные курсы, серьёзно занималась музыкой и литературой.
- Дочь — Мария Ивановна Андреевская, филолог, поэтесса, писательница.

## Труды
Автор ряда статей по церковной истории и работ по психологии, философии, апологетике и русской литературе, написанных под псевдонимом И. М. Андреев, в том числе:
- Катакомбная Церковь в советской России. 1947.
- Благодатна ли советская церковь?. Джорданвилль, 1948.
- Икона всех святых в земле Российской просиявших. Мюнхен, 1948.
- Положение Церкви в советской России. Нью-Йорк, 1951.
- Краткий обзор истории Русской Церкви от революции до наших дней. Нью-Йорк, 1952.
- Краткий конспект лекций по психологии. Джорданвилль, I960.
- Православно-христианское нравственное богословие. Джорданвилль, 1966.
- Очерки по истории русской литературы XIX века. Джорданвилль, 1968 (переизданы в России в 1990-е годы).
- Воспоминания о Катакомбной Церкви в СССР. // Пантелеймон, архимандрит. Луч света. Ч. 2. Джорданвилль, 1970.
- Russian Catacomb Saints. — Platina: St. Herman of Alaska Press, 1982.
- Православная апологетика. М., 2006.
- Допросы в тюрьмах НКВД // Воспоминания соловецких узников: 1925—1930. [Т. 3]. 1925—1930 / отв. ред. иерей В. Умнягин. — Соловки : Издание Соловецкого монастыря, 2015. — 560 с. — С. 288—292
- На коммунистической каторге // Воспоминания соловецких узников: 1925—1930. [Т. 3]. 1925—1930 / отв. ред. иерей В. Умнягин. — Соловки : Издание Соловецкого монастыря, 2015. — 560 с. — С. 293—295
- Большевизм в свете психопатологии // Воспоминания соловецких узников: 1925—1930. [Т. 3]. 1925—1930 / отв. ред. иерей В. Умнягин. — Соловки : Издание Соловецкого монастыря, 2015. — 560 с. — С. 295—308
- Катакомбные богослужения в Соловецком концлагере // Воспоминания соловецких узников: 1925—1930. [Т. 3]. 1925—1930 / отв. ред. иерей В. Умнягин. — Соловки : Издание Соловецкого монастыря, 2015. — 560 с. — С. 309—313
- Православный еврей-исповедник // Воспоминания соловецких узников: 1925—1930. [Т. 3]. 1925—1930 / отв. ред. иерей В. Умнягин. — Соловки : Издание Соловецкого монастыря, 2015. — 560 с. — С. 314—321
- Группа монахинь в Соловецком концлагере // Воспоминания соловецких узников: 1925—1930. [Т. 3]. 1925—1930 / отв. ред. иерей В. Умнягин. — Соловки : Издание Соловецкого монастыря, 2015. — 560 с. — С. 322—329
- Воспоминания о епископе Викторе (Островидове) // Воспоминания соловецких узников: 1925—1930. [Т. 3]. 1925—1930 / отв. ред. иерей В. Умнягин. — Соловки : Издание Соловецкого монастыря, 2015. — 560 с. — С. 330—331
- Епископ Максим Серпуховской (Жижиленко) в Соловецком концентрационном лагере // Воспоминания соловецких узников: 1925—1930. [Т. 3]. 1925—1930 / отв. ред. иерей В. Умнягин. — Соловки : Издание Соловецкого монастыря, 2015. — 560 с. — С. 332—342
- «Совесть СССР» / И. М. Андреевский. — С. 343—347